# Zhou Yongkang

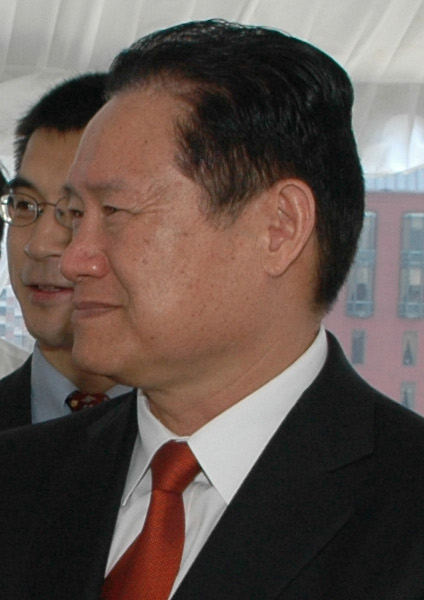
Zhou Yongkang

Zhou Yongkang (chinesisch 周永康, Pinyin Zhōu Yŏngkāng; * 1942 in Wuxi, Provinz Jiangsu) war bis 2013 ein chinesischer Spitzenpolitiker der Kommunistischen Partei Chinas (KPCh). Er ist seit Ende der Kulturrevolution (1976) das einzige ehemalige Mitglied des Ständigen Ausschusses der Kommunistischen Partei Chinas, das aus der KPCh ausgeschlossen und wegen Korruption, Machtmissbrauch und Geheimnisverrat von einem Volksgericht zu lebenslanger Haft verurteilt wurde.

## Politische Laufbahn

### Aufstieg
Zhou trat im November 1964 der KPCh bei. Von 1983 bis 1985 war er Bürgermeister der Stadt Panjin. Von 2003 bis 2007 war er als Nachfolger von Jia Chunwang Minister der öffentlichen Sicherheit in der Volksrepublik China. Er gehörte von 2003 bis 2008 dem Staatsrat an. Von Oktober 2007 bis November 2012 war er Mitglied des Ständigen Ausschusses des Politbüros der KPCh und Sekretär der Zentralkomitee-Kommission für Politik und Recht. Während seiner Zeit als chinesischer Sicherheitschef galt er als der drittmächtigste Mann Chinas und das Budget seines Ministeriums übertraf das des Verteidigungsministeriums. Er war verantwortlich für die Staatssicherheitsbehörde, die Gerichte, die Polizei und Paramilitärische Polizeikräfte.

### Abstieg
Die Zentrale Disziplinarkommission der KPCh, welche die Antikorruptionskampagne unter Xi Jinping leitete, befasste sich seit Sommer 2013 wegen Korruptionsverdachts mit Zhou Yongkang. Ab Oktober 2013 trat er nicht mehr in der Öffentlichkeit auf. Bis zu diesem Zeitpunkt galt die ungeschriebene Regel, dass Mitglieder des Ständigen Ausschusses nach ihrem Rücktritt nicht wegen möglicher Vergehen verfolgt werden.
Am 1. Dezember 2013 beschloss die Disziplinarkommission der Kommunistischen Partei, eine offizielle Untersuchung des Verhaltens Zhous einzuleiten. Dem Zentralkomitee der KPCh wurde dieser Untersuchungsbericht am 29. Juli 2014 vorgelegt, das daraufhin beschloss, Ermittlungen gegen Zhou einzuleiten. Am 5. Dezember 2014 wurde Haftbefehl gegen Zhou erlassen und er in Arrest genommen. Zuvor hatte der Ständige Ausschuss beschlossen, Zhous Parteimitgliedschaft zu widerrufen und den Fall den zuständigen Behörden zu übergeben. In der offiziellen Begründung, die von der Nachrichtenagentur Xinhua verbreitet wurde, wurden ihm verschiedene Vergehen zur Last gelegt, so unter anderem „ernsthafte Verstöße gegen die Parteidisziplin“, was in der Sprache der KPCh Korruption bedeutet. Weiterhin wurden Zhou der Verrat von Staats- und Parteigeheimnissen und vielfacher Ehebruch mit mehreren Frauen in Zusammenhang mit den Korruptionsfällen zur Last gelegt, weil er seinen Einfluss im Austausch gegen Sex einsetzte. Geld und Sachmittel seien nicht immer ihm direkt zugeflossen, sondern auch Familienangehörigen und Freunden. Er, seine Familie und seine Freunde hätten große persönliche Vorteile gehabt; dem Staat dagegen seien durch seine Handlungen Verluste entstanden.  Mit Zhou wurde der mächtigste chinesische Politiker seit den Prozessen gegen die Viererbande von den Behörden verhaftet. Im März 2015 wurde Zhou zusätzlich beschuldigt, "an Machenschaften im Zusammenhang mit dem Handel von Organen hingerichteter Häftlinge beteiligt" gewesen zu sein.
Am 11. Juni 2015 wurde Zhou zu lebenslanger Haft sowie dem Verlust seiner bürgerlichen Rechte auf Lebenszeit und dem Einzug seines persönlichen Vermögens verurteilt. Der Prozess fand vom 22. Mai an in Tianjin unter Ausschluss der Öffentlichkeit statt, da es auch um Geheimnisverrat ging. Das Gericht befand Zhou schuldig, Bestechungsgelder in Höhe von rund 130 Millionen RMB angenommen zu haben. Die Gelder sollen dabei nicht an ihn direkt, sondern an seine Frau geflossen sein, die in dem Prozess als Zeugin aussagte. Zhou soll von dem Geld gewusst haben. Zhou persönlich soll Geld und Wertgegenstände im Wert von 731.000 RMB entgegengenommen haben. Er wurde auch der Weitergabe von fünf streng vertraulichen und einem vertraulichen Staatspapier schuldig befunden. Zhou akzeptierte die Strafe und kündigte an, keinen Einspruch einzulegen. Da er gestand und sich reuig zeigte, sah das Gericht von einer möglichen Todesstrafe für seine Vergehen ab.